# Golfingia iniqua
Golfingia iniqua är en stjärnmaskart som först beskrevs av Sluiter 1912.  Golfingia iniqua ingår i släktet Golfingia och familjen Golfingiidae. Inga underarter finns listade i Catalogue of Life.